# Ella Bradna

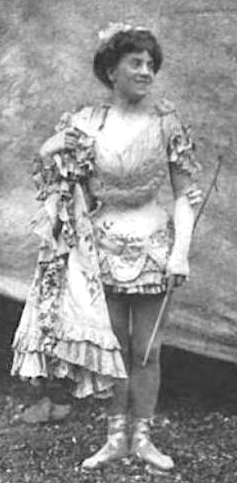
Ella Bradna, 1907

Ella Bradna (* 22. Februar 1879 in Böhmen; † 12. November 1957 in Sarasota, Florida) war eine böhmischstämmige Zirkus- und Kunstreiterin, die in den Vereinigten Staaten auftrat.

## Leben
Ella Bradna wurde als Tochter von Johan Bradna in einer Zirkusfamilie in Böhmen geboren und erhielt Unterricht im Reiten, Jonglieren, Seil- und Balletttanz. Die Schauspielerin Olympe Bradna war ihre Nichte. Schon als Kind ging Ella Bradna mit ihrer Familie im Familienzirkus auf Tournee und trat als Kunstreiterin auf. 1901 schloss sich Bradna dem Pariser Nouveau Cirque an, ein in der Rue Saint-Honoré 251 gelegener Zirkus, der von 1886 bis 1926 bestand. 1902 trat sie im Londoner Hippodrom auf. 1903 heiratete sie den elsässischen Kavalleristen Fred (Frederick) Ferbere (1872 in Straßburg – 21. Februar 1955 in Sarasota), der selber Zirkusdarsteller wurde.
Um sich im Frühjahr 1903 dem Barnum & Bailey Circus (später Ringling Bros. and Barnum & Bailey Circus) anzuschließen, zog sie mit ihrem Mann in die Vereinigten Staaten. In ihrer Show wandte sich Bradna, in einem weißen, eleganten, kurzen Kostüm, von der für die Hohe Schule typischen Pferdedressur ab hin zu akrobatischen Kunststücken auf ihrem ungesattelten Schimmel und dem Manegenboden. Damit trat sie mehrere Jahre lang mit dem Kunstreiter Fred Derrick in der zentralen Hauptmanege des Zirkus auf, während die sonstigen Darbietungen in den Nebenmanegen ruhten. In späteren Jahren konzipierte sie eine körperlich weniger anstrengende Show, für die sie Vögel, Pferde und Hunde trainierte. Der fantastische Charakter des Auftritts wurde durch ein als Pegasus mit Flügeln versehenes Pferd sowie aufsteigende Tauben, die sich  bei ihr niederließen, betont. Die Bradnas traten während der Wintermonate auch in Varietés auf und tourten durch Kuba und Südamerika. Auf ihrer Farm auf Long Island züchtete und trainierte Ella Bradna außerhalb der Zirkussaison einerseits ihre Pferde für die eigenen Auftritte, andererseits auch Pferde für andere Artisten. Ihr Mann war lange Teil des Zirkus, erst ab 1915 bis September 1945 als Reitdirektor, dann als „Ringmaster“ (Zirkusdirektor). Ella Bradna trat 29 Jahre in der Manege auf.
Sie und ihr Mann überlebten am 6. Juli 1944 den Zirkusbrand von Hartford, eine der schlimmsten Brandkatastrophen in der Geschichte der Vereinigten Staaten. Der Brand ereignete sich während einer Nachmittagsvorstellung des Zirkus Ringling Bros. and Barnum & Bailey Circus, die von 6.000 bis 8.000 Menschen besucht wurde. Bei dem Feuer kamen mindestens 167 Menschen ums Leben, mehr als 700 wurden verletzt. Fred Bragna versuchte als Zirkusdirektor, eine geordnete Evakuierung durchzuführen, was nur anfänglich gelang. Fred Bradna veröffentlichte 1952 seine Memoiren über ihr Leben im Zirkus, The Big Top, das bei Simon & Schuster in New York verlegt wurde. Ella Bradna wurde 1955 Witwe und starb 1957 in einem Altersheim in Sarasota. Ihr Grab befindet sich im Sarasota Memorial Park.
Der US-amerikanische Künstler Alexander Calder gestaltete in seinem zwischen 1926 und 1931 in Paris entstandenen Miniaturzirkus Cirque Calder unter anderem den Ella Bradnas Gespann nachempfundenen „Pegasus-Wagen“, mit Hunden, die um die Räder kreisen.
Ella und Fred Bradna wurden in die „Circus hall of fame“ aufgenommen. In Sarasota befindet sich seit 1996 an der Kreuzung von St. Armands Circle und South Boulevard of the Presidents ein Gedenkstein für Ella und Fred Bradna in der Nähe anderer berühmter Zirkusleute als Teil der „Circus-Manege des Ruhms“.